# Semeniwka (rejon pokrowski)
Semeniwka (ukr. Семенівка) – wieś na Ukrainie, w obwodzie donieckim, w rejonie pokrowskim, w hromadzie Oczeretyne. W 2001 liczyła 182 mieszkańców.